# Okręty podwodne typu Skate
Okręty podwodne typu Skate – amerykańskie okręty podwodne, pierwszy na świecie wprowadzony do służby typ okrętów tej klasy, wyposażonych w system napędu jądrowego. Oparte w pewnej mierze na projekcie konwencjonalnych okrętów typu Tang, cztery jednostki typu Skate były ostatnimi amerykańskimi okrętami podwodnymi których kadłub nie był oparty na rozwiązaniach opracowanych w programie badawczym „albacore”. Myśliwskie okręty Skate były w rzeczywistości dwuśrubowymi nuklearnymi odpowiednikami swoich poprzedników.

## Geneza i konstrukcja
Rozmiary i koszt budowy USS „Nautilus” (SSN-571) oraz USS „Seawolf” (SSN-575) uważane były za zbyt duże, stąd też United States Navy nie zdecydowała się oprzeć na ich konstrukcji budowy pełnych serii odpowiadających im okrętów, wybierając w zamian dla pierwszej pełnej serii atomowych okrętów podwodnych projekt oparty na konstrukcji okrętów typu Tang, z mniejszym niż na dwóch pierwszych okrętach atomowych reaktorem z odpowiednio też w konsekwencji zredukowaną w ten sposób prędkością. Instalacja reaktora jednakże wymagała większej średnicy kadłuba, co zwiększyło średnicę kadłuba sztywnego nowego typu okrętów. W rzeczywistości, geneza konstrukcji kadłuba tych okrętów sięgała aż niemieckich okrętów typu XXI, których pochodną stanowiły okręty typu Skate. W ramach tego typu, zastosowano jednak dwa różne typy reaktorów – dwa pierwsze okręty: „Skate” (SSN-578) oraz „Swordfish” (SSN-579) zostały wyposażone w reaktory typu S3W, natomiast „Sargo” (SSN-583) i „Seadragon” (SSN-584) otrzymały jednostki S4W.
Okręty typu Skate, podobnie jak typu Tang otrzymały pasywny sonar AN/BQR-2 oraz aktywny skaner AN/SQS-4. Uzbrojenie tych okrętów stanowiły 22 torpedy, wystrzeliwane z sześciu wyrzutni dziobowych oraz dwóch wyrzutni rufowych.
Projekt okrętów typu Skate został przygotowany jeszcze przed pierwszym wyjściem w morze „Nautilusa”, a w ciągu miesiąca po tym fakcie, marynarka wojenna zamówiła okręt prototypowy typu – USS „Skate” (SSN-578) oraz siostrzany USS „Swordfish” (SSN-579). Dwa miesiące później, zamówiony został USS „Sargo” (SSN-583) oraz USS „Seadragon” (SSN-584). Szybki rozwój technologii atomowych okrętów podwodnych, pozwolił jednak US Navy zamówić w ciągu kolejnych dwóch lat okręt prototypowy zupełnie nowego typu Skipjack – USS „Skipjack” (SSN-585) oraz ogromny jak na owe czasy okręt dozoru radarowego USS „Triton” (SSRN-586). O ile jednak „Triton” jako niezbyt praktyczny nie doczekał się kontynuacji w postaci kolejnych jednostek tej samej konstrukcji, o tyle kolejno budowane szybkie okręty typu Skipjack stały się udanymi następcami okrętów typu Skate i jednymi z najważniejszych amerykańskich konstrukcji podwodnych czasów zimnej wojny.
| Okręt       | Stocznia      | Początek budowy  | Wodowanie            | Przyjęcie do służby | Koniec służby    |
| ----------- | ------------- | ---------------- | -------------------- | ------------------- | ---------------- |
| „Skate”     | Electric Boat | 21 lipca 1955    | 16 maja 1957         | 23 grudnia 1957     | 12 września 1986 |
| „Swordfish” | Portsmouth    | 25 stycznia 1956 | 27 sierpnia 1957     | 15 września 1958    | 16 lutego 1989   |
| „Sargo”     | Mare Island   | 21 lutego 1956   | 10 października 1957 | 1 października 1958 | 21 kwietnia 1988 |
| „Seadragon” | Portsmouth    | 20 czerwca 1956  | 16 sierpnia 1958     | 5 grudnia 1959      | 12 czerwca 1984  |